# Герхард I (Юлих)
Герхард I (III) (на френски: Gérard III de Juliers; на немски: Gerhard I, † 1114) е граф на Юлих от 1081 до 1114 г.

## Биография
Той е син на Герхард II от Юлихгау (Pagus Juliacensis) и го последва през 1081 г. Той започва да се нарича граф на Юлих (comes de Julicho).
Той е васал на херцозите на Лотарингия, управител на Св. Гереон и Св. Куниберт в Кьолн. Получава конфликти с архиепископите на Кьолн и графовете на Юлих.

## Деца
- Герхард II (IV) († 1127), граф на Юлих (1114 – 1127)
- Вилхелм от Юлих-Шелаерт, граф на Юлих (1128 – 1143), създава Дом Шелаерт
- Александър I, архиепископ на Лиеж (1128 – 1135).